# Brad Buckman
Bradley Bond Buckman (nacido el 11 de enero de 1984 en Austin, Texas) es un jugador de baloncesto estadounidense. Con 2,07 metros de estatura, juega en la posición de alero. 

## Trayectoria
[actualizar]